# Félia Litvinne

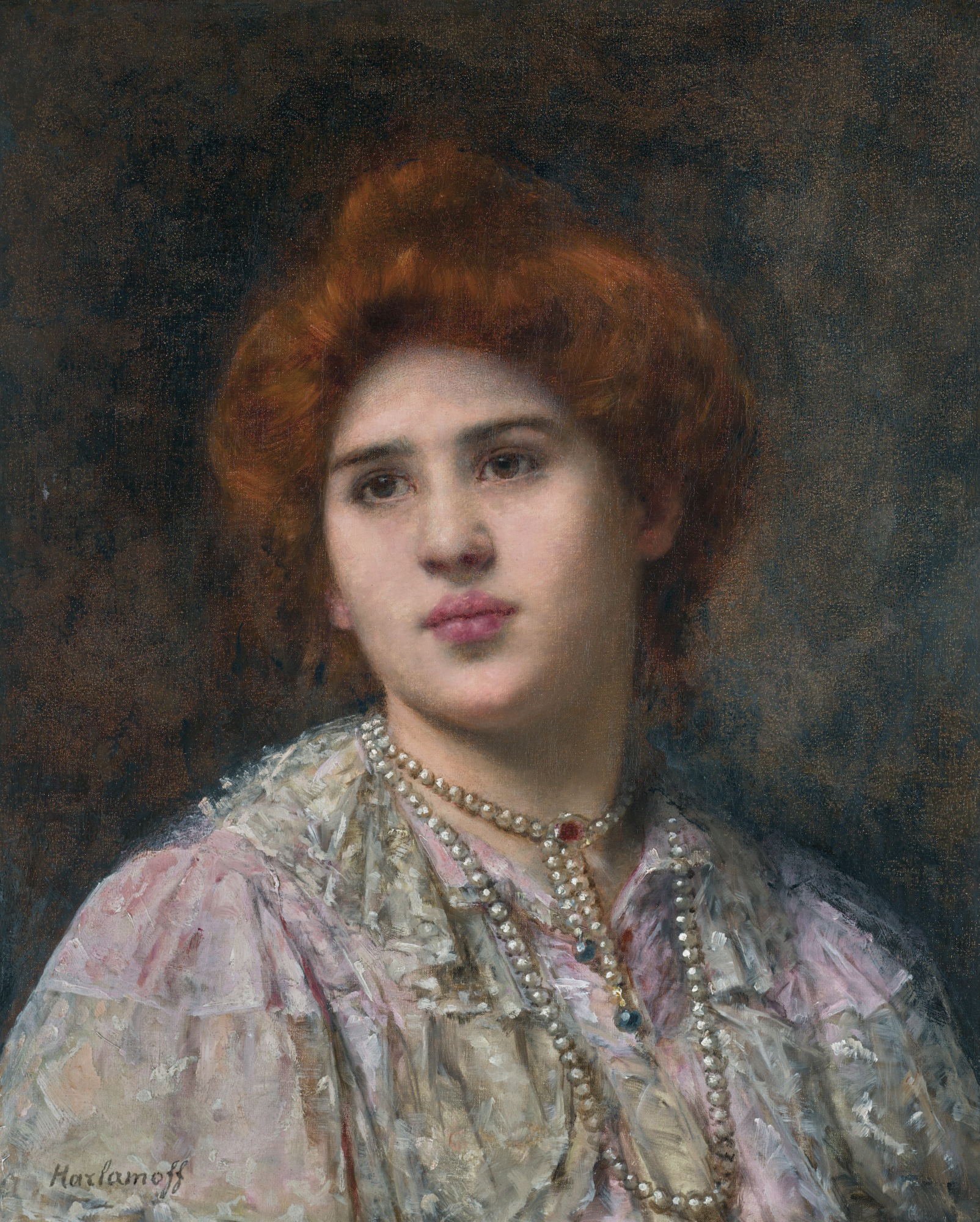
Felia Litvinne. Sempre Alexei Harlamoff

Félia Litvinne, nata Françoise-Jeanne Schütz, (San Pietroburgo, 11 ottobre 1860 – Parigi, 12 ottobre 1936), è stata un soprano russo naturalizzato francese, di origini tedesche e canadesi, particolarmente legata ai ruoli wagneriani, sebbene cantasse anche una vasta gamma di parti di altri compositori d'opera.

## Biografia

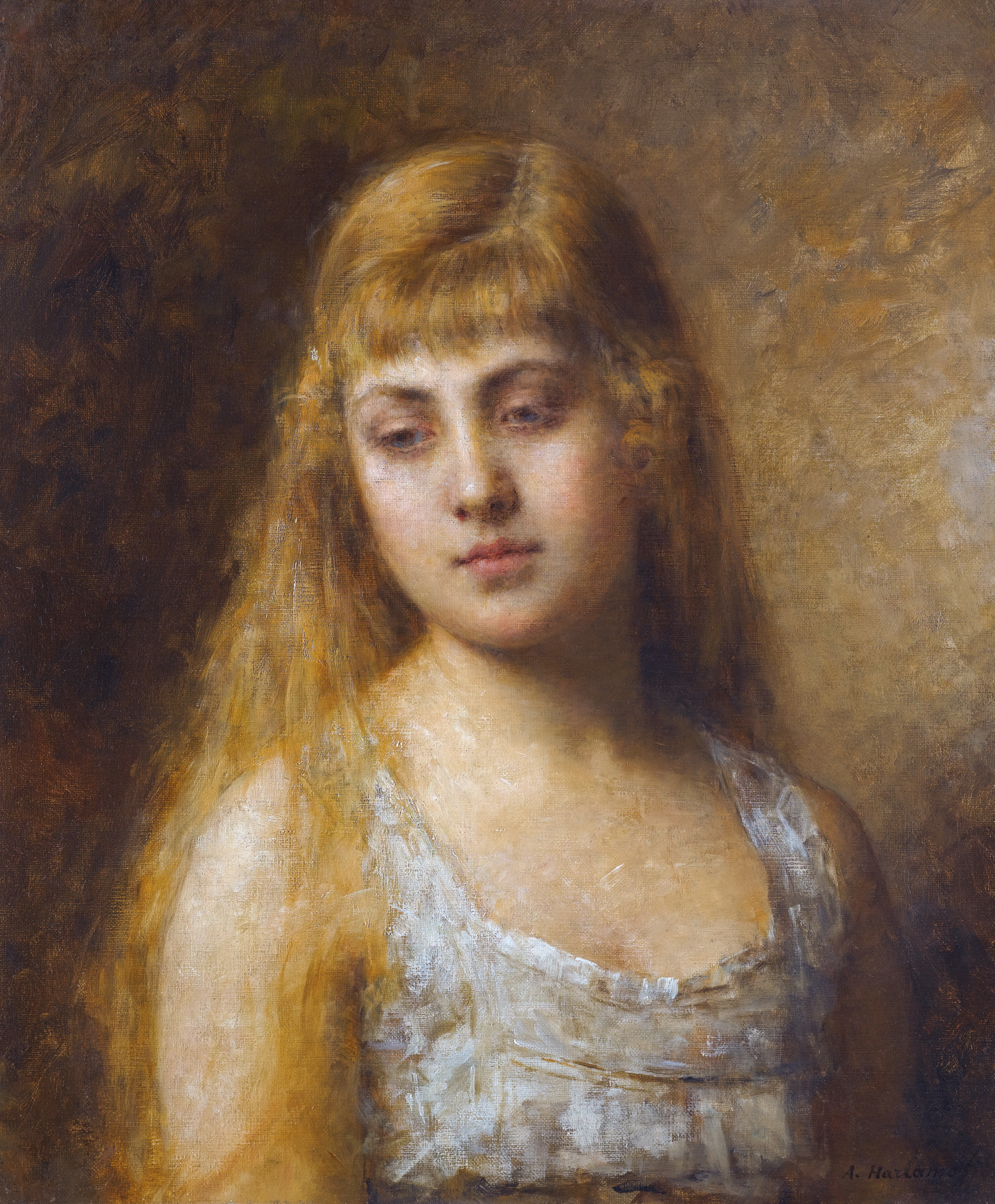
Felia Litvinne da ragazza (Alexei Harlamov)

Nata a San Pietroburgo, nell'impero russo come Françoise-Jeanne Schütz nel 1860, suo padre era russo e sua madre era franco-canadese (del Québec). Dopo aver studiato in Russia, Svizzera e Italia, diventò multilingue. Successivamente si trasferì con la famiglia a Parigi, dove studiò canto con Madame Barthe-Banderali per tre anni e prese lezioni con Pauline Viardot e Victor Maurel. Possedeva una vasta gamma, che comprendeva ruoli sia di mezzosoprano, che di soprano di coloratura. Debuttò sul palcoscenico al Théâtre-Italien nel 1883, nel ruolo di Amelia nel Simon Boccanegra di Verdi, sostituendo all'ultimo minuto Fidès Devriès.

## La carriera ed il rapido successo
La carriera della Litvinne divenne rapidamente di portata internazionale. Nel corso dei successivi tre decenni apparve all'Accademia di Musica di New York, all'Opera di Parigi, alla Scala di Milano, all'Opera di Roma, al La Fenice di Venezia, al Royal Opera House, Covent Garden, a Londra e al Théâtre de la Monnaie di Bruxelles. Anche le due principali città della Russia zarista, Mosca e San Pietroburgo, sperimentarono la sua abilità vocale.
La Litvinne cantò per la prima volta a New York nel 1885-1886 con la Mapleson Company. Fece il suo debutto al Metropolitan Opera in quella città il 25 novembre 1896, come Valentine nell'opera più grande di Meyerbeer, Les Huguenots. Cantò però al Met per una sola stagione. I suoi altri ruoli includono l'Aida di Verdi, Donna Anna di Mozart, Chimène di Massenet, Sélika di Meyerbeer e Brünnhilde e Isotta di Wagner.
Parigi divenne la base della Litvinne. Prese parte alle prime di tre opere di Camille Saint-Saëns, Hélène, L'ancêtre e Déjanire, nonché nel Bacchus triomphant di Camille Erlanger. La Livinne ottenne anche il plauso per il suo splendido canto nei revival di due opere del XVIII secolo di Gluck, ovvero Alceste e Armide. Nel 1915 canta Aida a Monte Carlo con Enrico Caruso. Le sue ultime apparizioni operistiche furono a Vichy nel 1919, ma continuò a dare recital fino al 1924.

## Gli ultimi anni e la morte
In pensione, insegnò all'American Conservatory di Fontainebleau. Tra i suoi allievi c'erano i soprani Nina Koshetz e Germaine Lubin. Pubblicò un libro di Conseils et Exercices nel 1924 mentre la sua autobiografia, Ma vie et mon art, fu pubblicata nel 1933. Morì a Parigi tre anni dopo, un giorno dopo il suo 76º compleanno.

## Incisioni
Utilizzando un Archéophone per la trascrizione, i 35 dischi sopravvissuti della Litvinne sono stati pubblicati completi su CD dalla Marston Records (52049-2). Questa versione contiene anche ampie note di copertina che trattano della sua carriera e della sua voce.

## Ascoltare la sua voce
Félia Litvinne in un'aria da La Valchiria di Wagner tratta da un'antologia classica ACCORD centenaire de l'opéra de Monte-Carlo monodisco ACC 150002.II